# Grinbušes (Zapadna Australija)
Grinbušes je drvnoprerađivački i rudarski grad koji se nalazi u jugozapadnom regionu Zapadne Australije. Broj stanovnika je bio je 365 2021. godine.

## Istorija
Grinbuš je osnovan kao rudarski grad 1888. nakon što je jedan geodet otkrio kalaj 1886. godine. Grinbušes je dobio ime po svetlo zelenom Oxylobium lanceolatum koji je u kontrastu sa sivim drvećem eukaliptusa. Železnička pruga od Donibruka do Bridžtauna otvorena je 1898. godine, a stanica Grinbuš se nalazi otprilike šest kilometara severno od centra grada. Oblast oko železničke stanice preimenovana je u Severni Grinbušes da bi se smanjila konfuzija.
Zasebna gradska lokacija Južni Grinbušes, takođe poznata kao Banberz End, zasnovana je 1896. godine. Grad je imao svoju poštu, upravu i jaku zajednicu sve do 1930-ih kada se većina preselila u glavni grad. Grad je imao svoj kriket tim kao i mnoge druge grupe.
Grad je doživeo period ekonomskog procvata sve dok međunarodna cena kalaja nije pala 1893. godine, što je dovelo do kolapsa industrije Grinbuša. Do 1913. otprilike jedna četvrtina stanovnika Grinbuša radila je u drvnoj industriji, koja je osnovana ubrzo nakon prvog rudnika.

## Industrija
Dve glavne industrije Grinbuša su rudarstvo, proizvodnja koncentrata tantalita, minerala litijuma, metala kalaja i kaolina; i prerada drveta. Poljoprivreda, vinogradarstvo, turizam i umetničke galerije su takođe deo Grinbuške industrije.
Grinbuški rudnik, koji se nalazi južno od grada, proizvodi litijumski koncentrat od 1985. godine. Prema podacima iz 2022. godine, to je najveći rudnik litijuma na svetu.

## Spoljašnje veze
- Shire of Bridgetown-Greenbushes website